# Imerintsiatosika
Imerintsiatosika est une commune urbaine malgache, située dans la partie centrale de la région d'Itasy. Elle appartient au district d'Arivonimamo. 

## Géographie
Imerintsiatosika se trouve à 26 km à l'ouest d'Antananarivo, sur la route nationale 1. 

### Nouvelle capitale
Imerintsiatosika est choisie par les autorités, en 2021, pour accueillir le projet d'une nouvelle capitale, Tanamasoandro. Celle-ci est en construction à la périphérie sud de la ville et devrait compter à son terme 200 000 habitants.

## Démographie
La commune abrite 53 698 habitants dont 53,48 % sont des femmes. La population est assez jeune car 50,31 % ont moins de 18 ans. La proportion de la population active (18 à 60 ans) est de 43,25 %.

## Économie
Près de Imerintsiatosika il y a un pylône hertzien d'une hauteur de 240 mètres, le plus haut bâtiment de Madagascar.
La population agricole dans la commune est composée de 5 661 familles (74,4% des acteurs économiques) et cultivent sur 3 357 hectares de produits agricoles (on note que les cultures peuvent être alternées). La commune dispose de 41 barrages hydraulique qui irriguent 1 168 hectares de rizières. La riziculture occupe 46% des agriculteurs, le maïs pour 13%, le manioc pour 10%, la tomate pour 10%, le haricot pour 7%, la patate douce pour 4%, le taro pour 3% et la pomme de terre pour 2%.
L'élevage concerne le bovin, le porcin, l'aviculture et la pisciculture.
La proportion de commerçants est de 18,2% et les artisans à 2%.
En matière de tourisme, la Commune dispose de 2 hôtels et de 3 espaces de loisir.

## Politique et administration
L'actuel maire est Parisoa Andriambolanarivo (le plus jeune Maire de Madagascar). Il est à son deuxième mandat actuellement. D'ailleurs, il a réalisé le meilleur score (élu à 87 %) dans tout Madagascar lors de la dernière élection municipale en 2019.
La Commune est composée de 36 fokontany. 